# Verband der Gemeinde- und Staatsarbeiter
Der Verband der Gemeinde- und Staatsarbeiter wurde 1896 als Verband der Arbeiter in Gasanstalten, auf Holz- und Kohlenplätzen und sonstiger Arbeitsleute gegründet. Er war eine freie Gewerkschaft und organisierte Arbeitnehmer im öffentlichen Sektor im Deutschen Kaiserreich und in der Weimarer Republik.

## Geschichte
Der Verbund wurde am 4. Oktober 1896 nach eine Streik der Gasarbeiter in Berlin gegründet. Die Gewerkschaft wurde mehrfach umbenannt:
- 1896–1897: Verband der Arbeiter in Gasanstalten, auf Holz- und Kohlenplätzen und sonstiger Arbeitsleute
- 1897–1899: Verband der Arbeiter in Gasanstalten und in anderen städtischen Betrieben
- 1899–1906: Verband der in Gemeinde- und Staatsbetrieben beschäftigten Arbeiter und Unterangestellten
- 1906–1929: Verband der Gemeinde- und Staatsarbeiter

Sitz der Gewerkschaft war Berlin.
Der Verband war Mitglied in der Generalkommission der Gewerkschaften Deutschlands und beim Nachfolger Allgemeiner Deutscher Gewerkschaftsbund.
Am 1. Januar 1930 fusionierte die Gewerkschaft mit dem Deutschen Transportarbeiter-Verband, dem Verband Deutscher Berufsfeuerwehrmänner und dem Verband der Gärtner und Gärtnereiarbeiter. Sie gründeten den Gesamtverband der Arbeitnehmer der öffentlichen Betriebe und des Personen- und Warenverkehrs.

## Vorsitzende
- 1896–1905: Bruno Poersch[2]
- 1906–1914: Albin Mohs[3]
- 1914–1922: Richard Heckmann (beurlaubt ab 15. November 1920)[4]
- 1922–1929: Fritz Müntner (kommissarisch seit 15. November 1920)[5]